# Barrage de Menzelet
Le barrage de Menzelet est un barrage en Turquie.

## Sources
- (en) www.dsi.gov.tr/tricold/menzelet.htm Site de l'agence gouvernementale turque des travaux hydrauliques